# Plano Poupança Reforma
Os Planos Poupança Reforma (PPR) são planos de poupança de médio ou longo prazo, que poderão contribuir para financiar um complemento de reforma e simultaneamente fazer face a situações de necessidade.

## Histórico
Foram criados em 1989 para incentivar a poupança e garantir um complemento de reforma aos subscritores. São especialmente atractivos pelos benefícios fiscais que proporcionam. De ressaltar que os planos de poupança reforma com a vertente educação deixaram de ser contemplados.

## Características
No que toca às características que os PPR possuem, estes podem ser geridos por 3 categorias de empresas: Seguradoras, Sociedades Gestoras de Fundos de Pensão e Sociedades Gestoras de Fundos de Investimento Mobiliário. Têm limites de segurança na repartição dos Investimentos: não podem ter mais do que 55% de acções, e se ultrapassarem 40% de acções devem incluir a palavra Acções na designação do PPR. Existem então PPR com capital garantido, com taxa mínima garantida ou sem garantia de capital. 

## Fiscalidade
Em matéria fiscal, têm condições vantajosas: no que concerne às saídas, é possível resgatar aos 60 anos sobre a forma de capital ou de renda vitalícia, também em caso de desemprego de longa duração, incapacidade permanente ou doença grave de qualquer pessoa do agregado familiar. Em qualquer outra situação, é sempre possível resgatar, se devolver o valor dos benefícios fiscais ao Estado.

Nas transferências a lei definiu que é sempre possível transferir uma parte ou a totalidade do PPR para uma outra sociedade gestora.

## Mercado
No final de 2007, os montantes geridos representavam 12,7 mil milhões de euros: 9,8 milhões geridos por Seguradoras (fonte ISP); 500 milhões geridos pela Sociedade Gestora Fundos Pensões. (fonte APS). Em 2002 este montante era de 7 mil milhões. 
Em 2006, as maiores produtoras de PPR foram: BES Vida, Fidelidade Mundial, Ocidental (Millenium), BPI, Vida, Santander Totta.(fonte APS).

No que diz respeito à distribuição dos PPR, são os bancos os mais activos com 80% das vendas em 2007, aplicando assim muito bem o modelo “Bancassurance”.

## Fonte
- Guia da Fiscalidade dos PPR - Optimize
- Prémios do Ramo Vida em 2007 - Associação Portuguesa de Seguradores
- Estatisticas 2007 - Instituto de Seguros em Portugal
- Activos sob Gestão das SGFP em 2007 - APFIPP